# Fartblindhet
Fartblindhet är den försämring av en persons förmåga att bedöma sin hastighet som sker när färd under en tid skett i hög hastighet.

## Allmänt
Vid bilkörning i hög hastighet sker en tillvänjning, där upplevelsen av den höga hastigheten trubbas av. Fartblindhet kan utgöra en trafiksäkerhetsrisk, särskilt när en fordonsförare lämnar en väg med hög hastighet och kommer in i tätbebyggt område.
Ett besläktat fenomen är tunnelseende, som innebär att avsökningsområdet för förarens uppmärksamhet blir smalare och gör det svårare att upptäcka det som sker vid sidan av vägen. Tunnelseende uppstår vid hög fart, men kan även uppstå på grund av trötthet, stress, droger och alkohol.

### Överförd betydelse
Begreppet fartblindhet används även i överförd bemärkelse om när en person eller ett företag är framgångsrikt, och därvid underskattar risker och hot som kan äventyra karriär eller verksamhet. Även begreppet tunnelseende används i överförd bemärkelse för oförmågan att uppmärksamma annat än det mest näraliggande och akuta.